# Shironii

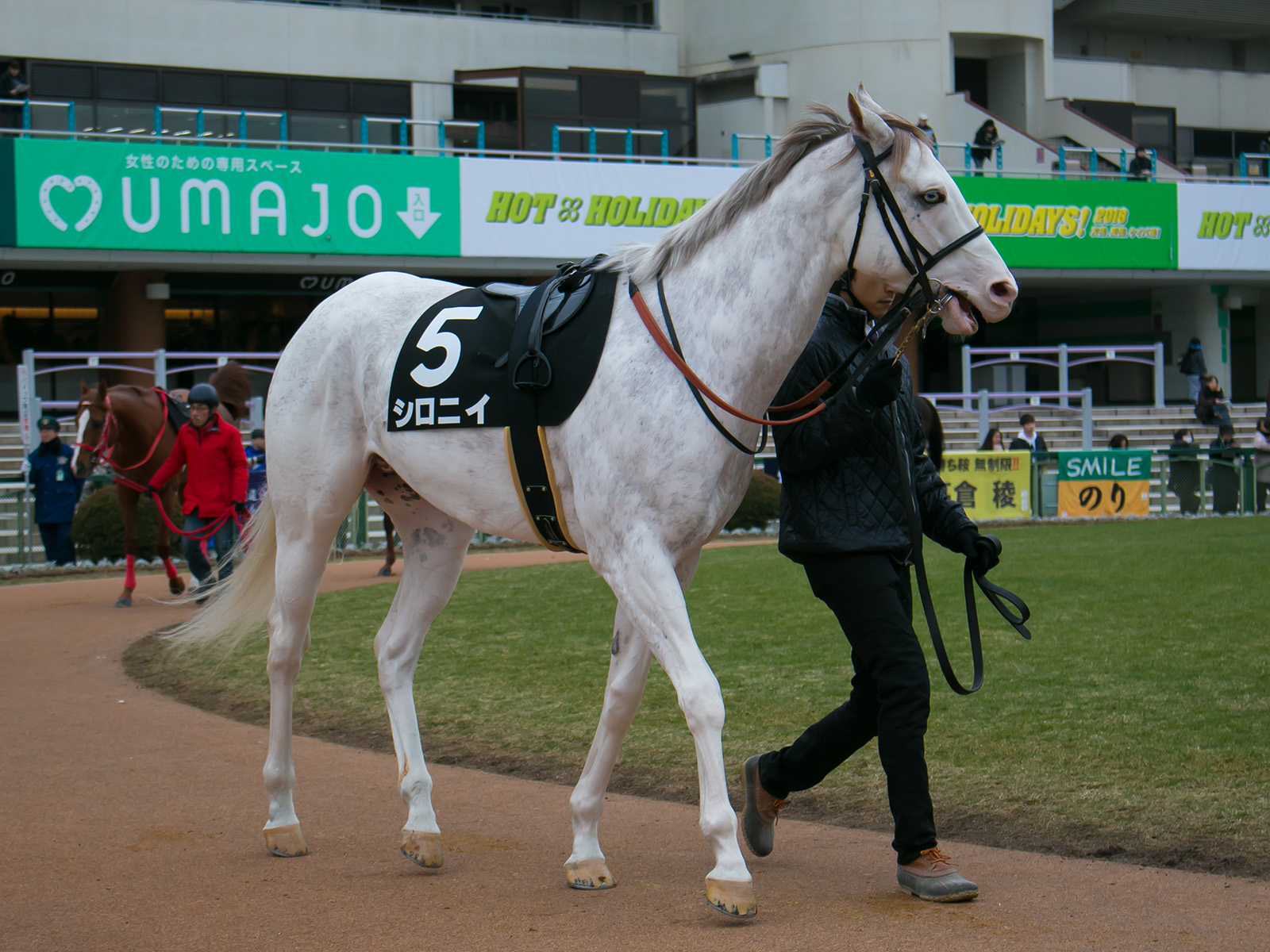
Shironii

Shironii (ur. 13 lutego 2014) – japoński koń wyścigowy pełnej krwi angielskiej. Syn koni King Kamehameha i Shirayukihime. Brat klaczy Buchiko. Słynie ze swojego wyjątkowego umaszczenia.

## Życiorys
Shironii został wyhodowany przez Northern Farm, a należy do Kaneko Makoto Holdings Co. Ltd. Podobnie jak jego matka oraz większość rodzeństwa, jest maści białej – Shirayukihme jest koniem, od którego pochodzi mutacja genu White warunkującego białą maść – W14.
Jako koń wyścigowy, Shironii nie odnosi sukcesów. W sezonie 2016 wziął udział w czterech gonitwach, ale wygrał tylko jedną z nich. Zajął drugie miejsce w Mochinoki Sho i Monimoki Sho.
W wieku trzech lat wystartował osiem razy, jednak wygrał tylko dwa wyścigi, w tym Kusunoki Sho. Zajął drugie miejsce w Amakusa Tokubetsu.
W sezonie 2018 również wziął udział w ośmiu gonitwach, jednak wygrał tylko jedną z nich. Zajął trzecie miejsce w Miyabi Stakes i Higashioji Stakes.
Do tej pory, w 2019 roku startował tylko raz, zajmując drugie miejsce.
Na 21 wyścigów wygrał jedynie 4. Jego zarobki wynoszą 81,387,000 ¥.